# タイガース・オブ・パンタン
タイガース・オブ・パンタン（Tygers of Pan Tang）は、イングランド出身のヘヴィメタル・バンド。
1970年代末に勃興したムーヴメント「NWOBHM」から台頭したグループの一つ。1980年代に一度解散~再結成をしてしていたが、1999年に本格的な再始動を果たした。実力派のギタリスト、ジョン・サイクスを輩出したことでも知られる。
バンド名は、マイケル・ムアコックのファンタジー小説『エルリック・サーガ』に登場する魔法使いたちのペットの虎が由来。

## 略歴

### NWOBHM期（1978年 - 1983年）
イングランドのタイン・アンド・ウィアで、ジェス・コックス（ヴォーカル）、ロブ・ウィアー（ギター）、リチャード・ロッキー・ロウズ（ベース）、ブライアン・ディック（ドラム）によって結成。
クラブでプレイしつつ、ローカルのインディペンデント・レーベルであるニートレコードと契約し、数枚のシングルをリリースした後、1980年にMCAからファースト・アルバム『ワイルドキャット』をリリース（プロデューサーはクリス・タンガリーディス）。1週間後にイギリスのチャートで18位まで上昇した。このアルバムを携えてサクソンのサポート・アクトとしてツアーに出た際に、同じくサポートを務めたトリオ編成のバンド、ストリート・ファイターでプレイしていたジョン・サイクスと出会う。サイクスを追加メンバーとして加えたラインナップで、レディング･フェスティバルに出演。

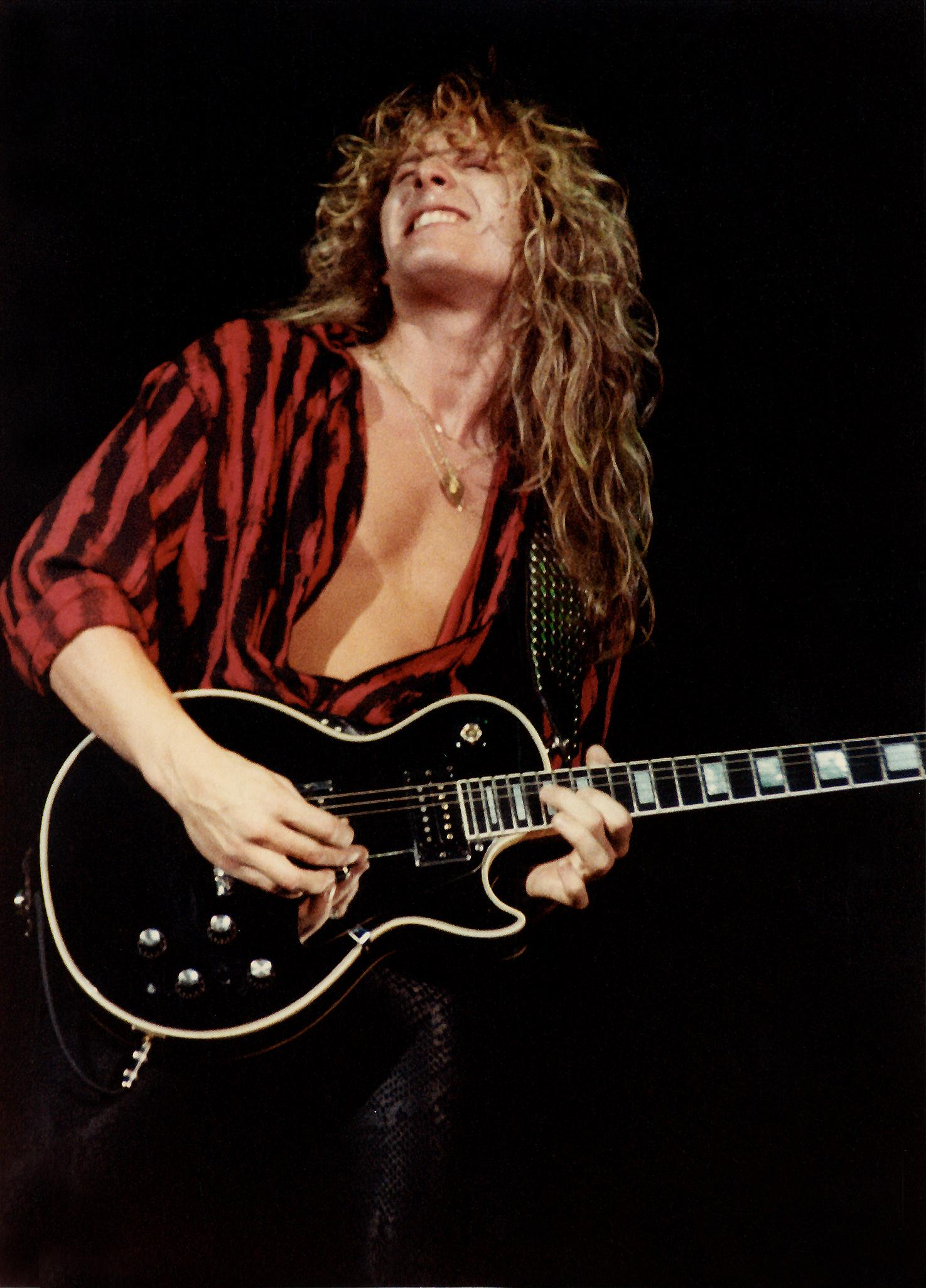
ジョン・サイクス (1984年)

1980年、サイクスを2人目のギタリストとして正式に迎え、ほぼ同時期にヴォーカルをコックスから元ペルシャン・リスクのジョン・デヴァレルに交替。このラインナップで1981年にアルバム『スペルバウンド』をリリースした。
サイクスは、3枚目のアルバム『クレイジー・ナイツ』のリリース直後、オジー・オズボーン・バンドのオーディションを受けるために脱退。フレッド・パーサー（元ペネトレイション）が後釜に座った（彼はツアー開始わずか2日前にセット・リストの曲すべてを頭に入れなければならなかった）。サイクスは後にシン・リジィ、ホワイトスネイクなどで活躍する。
1982年、4枚目のアルバム『危険なパラダイス』をリリース（シングル・カットされた「ラヴ・ポーションNo.9」と「デンジャー・イン・パラダイス」の2曲のみ、脱退したサイクスのプレイが聴ける）。本作は彼らのキャリアを通じて最も成功したアルバムとなる。この年に初来日公演。
1983年、彼らにより多くのカバー曲のレコーディングを要求するMCAレコードとグループは対立し、彼らはレコード会社の移籍を要望する。だがMCAが提示した補償金は他のいかなるレコード会社にも支払い不可能な金額であった。結局このごたごたが元でバンドは解散する。ニートレコード、MCA時代の音源は多くのコンピレーション・アルバム、ライヴ・アルバムとしてリリースされた。

### 再結成（1985年 - 1987年、1999年）
1985年、ジョン・デヴァリルとブライアン・ディックは、スティーヴ・ラム（ギター、元サージャント）、ニール・シェファード（ギター）、クリン・アーウィン（ベース、元ウォーリアー、サタン）というラインナップでバンドを再結成（まもなくアーウィンはデイヴ・ドナルドソンに交替）。同時期にロブ・ウィアーとジェス・コックスもスピン・オフ・グループ「タイガー・タイガー」を結成する。
再結成パンタンは、1985年夏にアルバム『ザ・レック・エイジ』をミュージック・フォー・ネイションズから、1987年に『バーニング・イン・ザ・シェイド』をゼブラ・レコードからリリースしたが、ポップ色が強い『バーニング・イン・ザ・シェイド』は大した反響を得られず、再び解散した。
1998年のヴァッケン・オープン・エアにおいて、ジェス・コックスが「ブリッツクリーグ」のステージに飛び入りし、タイガース・オブ・パンタンのナンバーを披露した。観客のリアクションも好意的なもので、翌1999年にはパンタン結成20周年、およびヴァッケン・オープン・エア10周年を記念して一時的に再結成、ヴァッケンのメイン・ステージで演奏した（メンバーはジェス・コックス、ロブ・ウィアー、グレン・S.ハウズ、ギャヴァン・グレイ、クリス・パーシー）。この模様は『Live at Wacken』としてリリースされた。

### ロブ・ウィアー主導体制（2000年 - 現在）
2000年、オリジナル・メンバーはロブ・ウィアーのみで再編成。翌2001年Zレコードからアルバム『Mystical』をリリースするが、セールス不振で翌年にはZレコードから契約を破棄される。
2003年11月4日、「ガールスクール」「オリヴァー・ドーソン・サクソン」「タイガース・オブ・パンタン」の3つのバンドの楽曲を集めたコンピレーション・アルバム『The Second Wave: 25 Years Of NWOBHM』をリリース。2004年にはニュー・シンガー、リッチー・ウィックスを迎えてアルバム『Noises from the Cathouse』をリリースした。数年後、ウィックスは脱退しイタリア人シンガー、ジャコポ・メイレに交替。
2007年10月、タイガース・オブ・パンタンは、1980年代初頭のレパートリー3曲のリ・レコーディングを含む5曲入りの限定版EP『Back And Beyond』をリリース。2008年5月にはジャコポ・メイレ加入後初のアルバム『アニマル・インスティクト』を発表した。
2015年、デビューメンバーのボーカリスト ジェス・コックスが、本体とは別にタイガース・オブ・パンタン名義で活動。
2018年、『JAPANESE ASSAULT FEST 18』にて、36年ぶりとなる来日公演を開催。

## 備考補足
リッチー・ウィックスはその後、シャドウ・キープに加入し、2008年にアルバム『The Hourglass Effect』をリリース。2010年にはロニー・ジェイムス・ディオ時代のブラック・サバスのトリビュート・バンド、ヘヴンリー・ヘルのヴォーカルを務めた。
ジョン・デヴァリルはジョン・デ・ヴィル (Jon De Ville) の名で俳優としても活動。2007年10月にはロンドン・パラディアムでコニー・フィッシャーらとともに『サウンド・オブ・ミュージック』の舞台に立った。

## メンバー
※2023年10月時点

### 現ラインナップ
- ロブ・ウィアー (Robb Weir) - ギター (1978年 - 1983年、1999年 - )
- ジャコポ・メイレ (Jacopo Meille) - ボーカル (2004年  -  )
- フランチェスコ・マーラス (Francesco Marras) - ギター (2020年 - )
- ギャヴィン・グレイ (Gavin Gray) - ベース (1999年、2011年 - )
- クレイグ・エリス (Craig Ellis) - ドラムス (2000年 - )

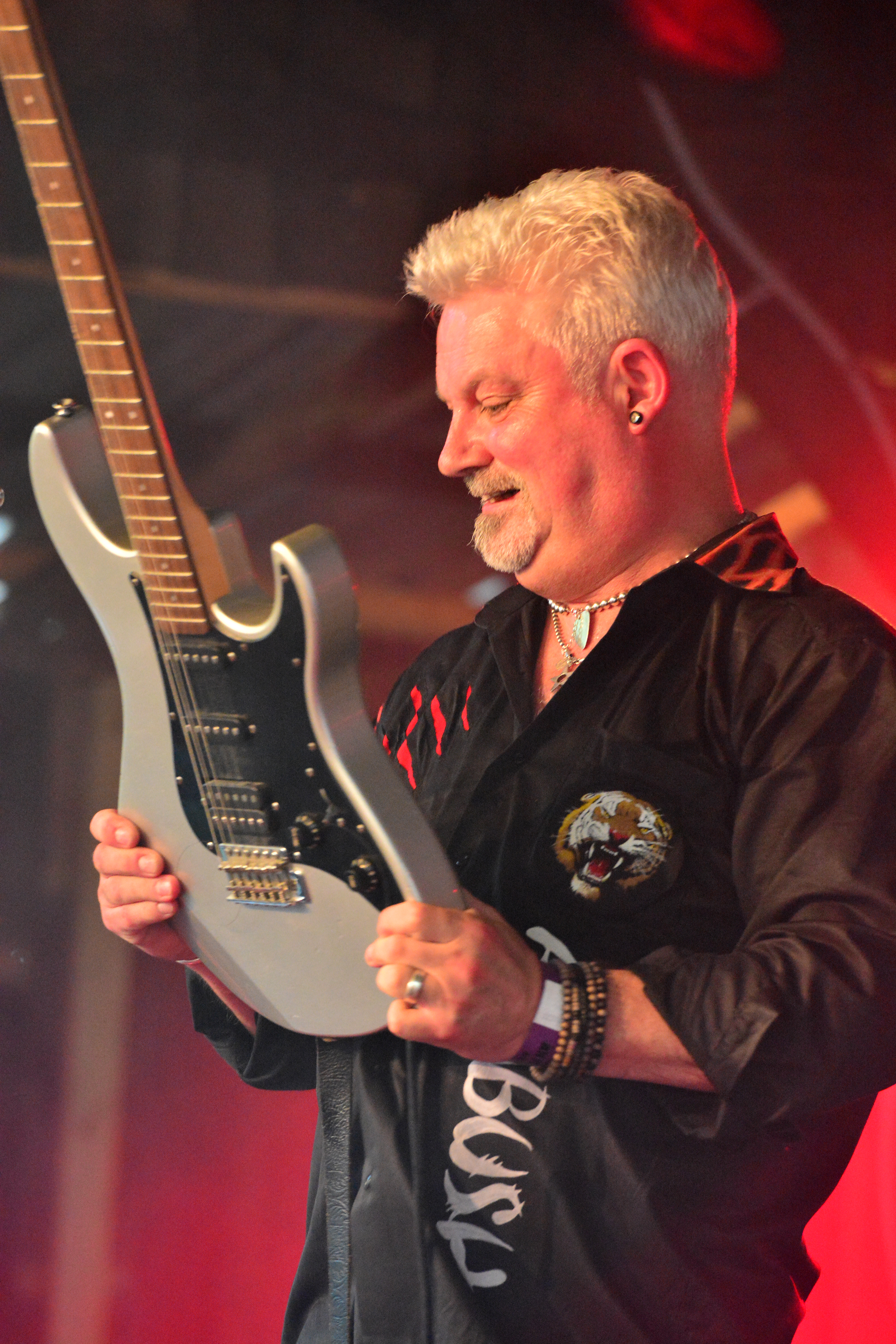
ロブ・ウィアー(G) 2014年
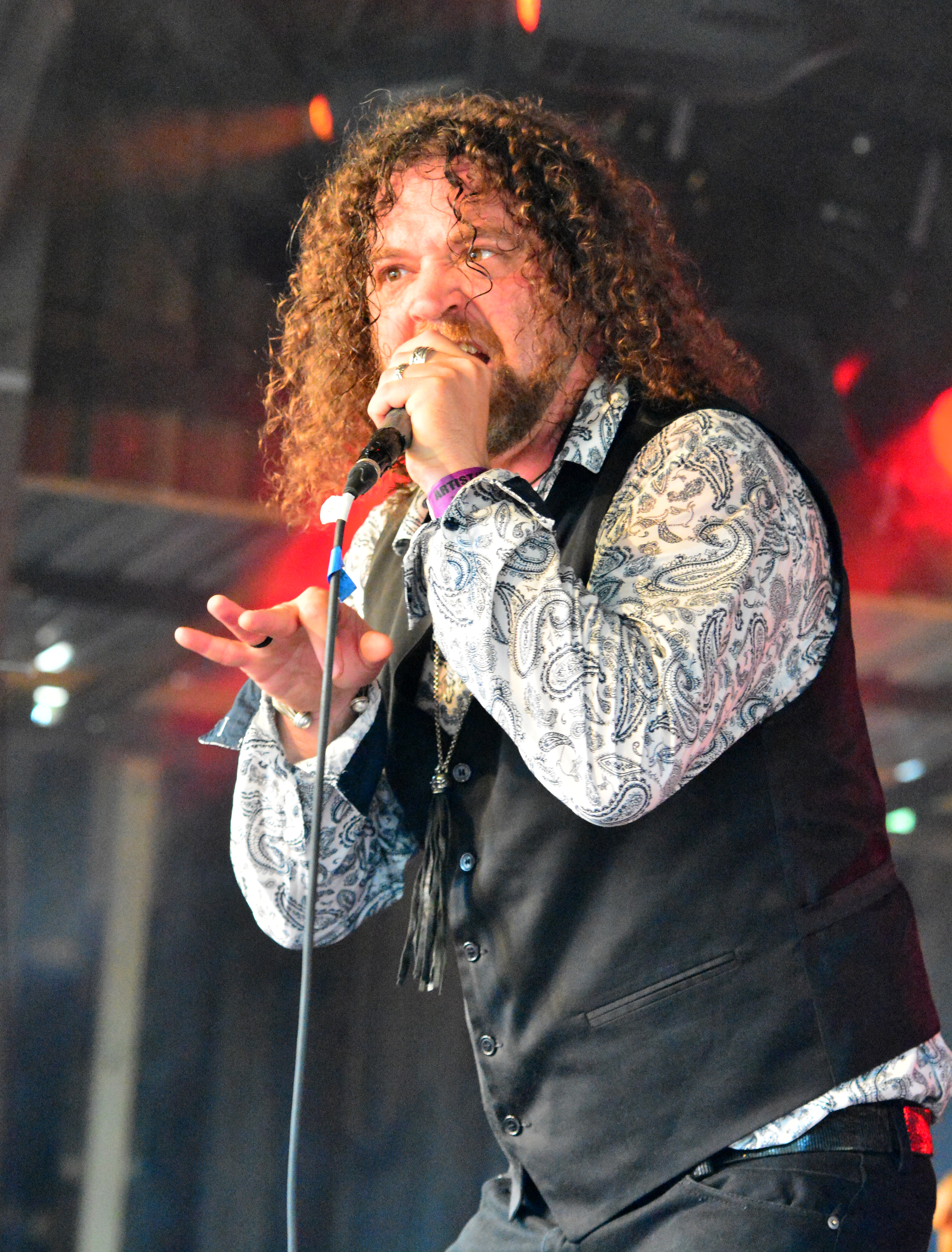
ジャコポ・メイレ(Vo) 2014年
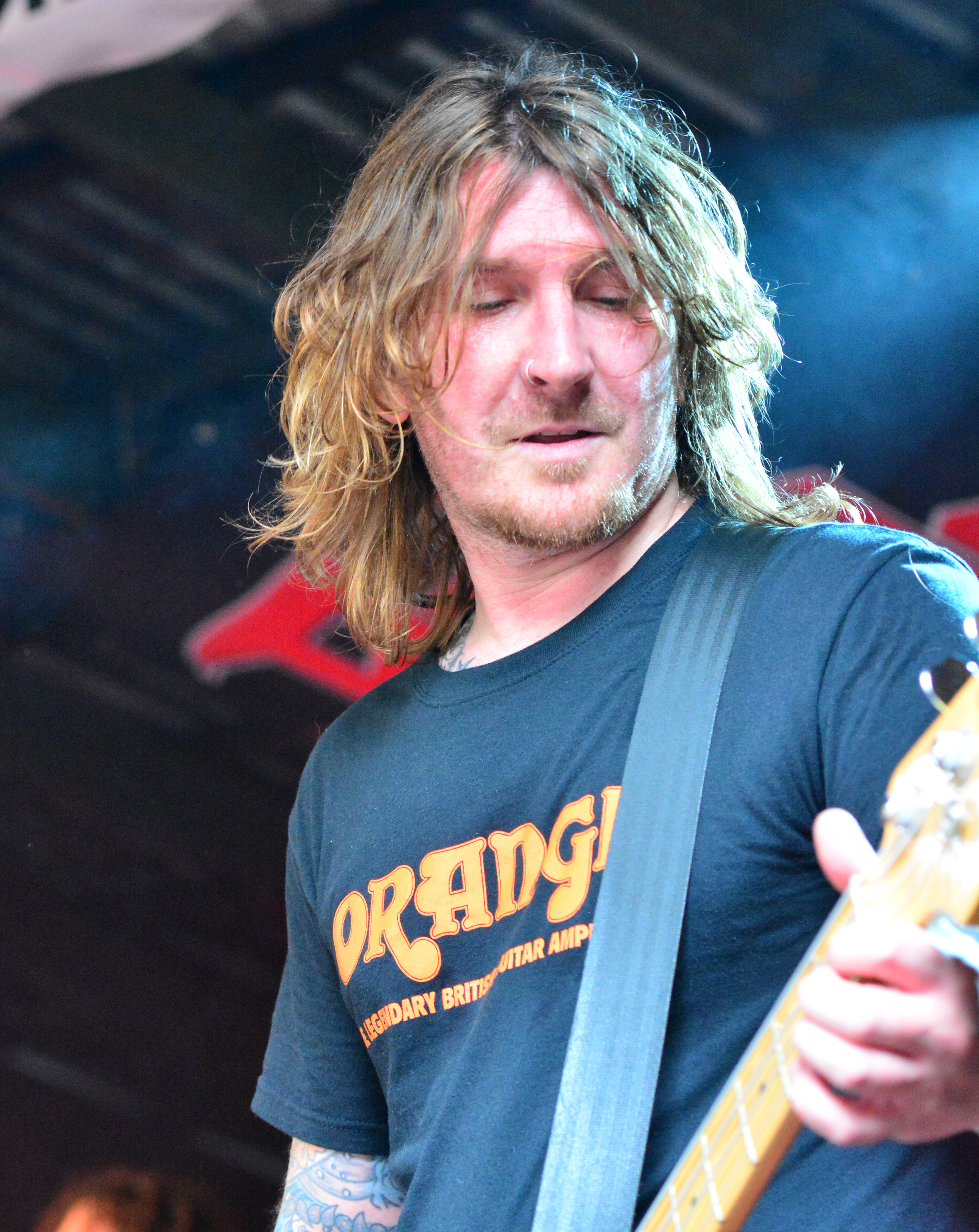
ギャヴィン・グレイ(B) 2014年
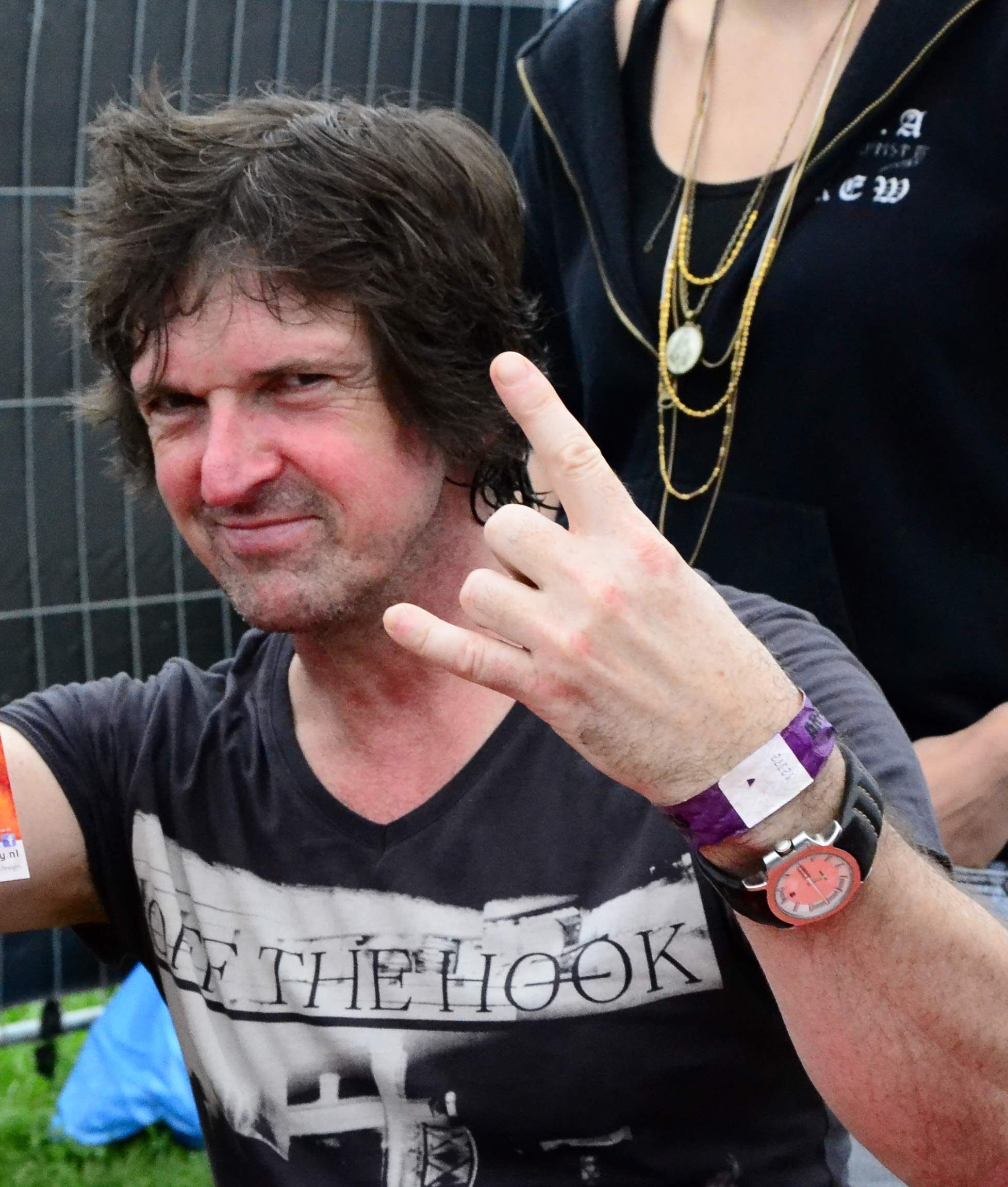
クレイグ・エリス(Ds) 2014年

### 旧メンバー

#### ボーカル
- マーク・ブッチャー (Mark Butcher) (1978年)
- ジェス・コックス (Jess Cox) (1978年 - 1981年、1999年、Jess Cox's Tygers of Pan Tang 2015年)
- ジョン・デヴァリル (John Deverill) (1981年 - 1983年、1984年、1985年 - 1987年)
- トニー・リデル (Tony Liddell) (2000年 - 2002年)
- リッチー・ウィックス (Richie Wicks) (2002年 - 2004年)

#### ギター
- ジョン・サイクス (John Sykes) (1980年 - 1982年)
- フレッド・パーサー (Fred Purser) (1982年 - 1983年)
- スティーヴ・ラム (Steve Lamb) (1984年、1985年 - 1987年)
- ニール・シェファード (Neil Shepherd) (1984年、1985年 - 1987年)
- グレン・S.ハウズ (Glenn S. Howes) (1999年)
- ディーン・ロバートソン (Dean Robertson) (2000年 - 2013年)
- ミッキー・クリスタル (Micky Crystal) - ギター (2013年 - 2020年)

#### ベース
- リチャード・ロウズ (Richard "Rocky" Laws) (1978年 - 1983年)
- コリン・アーウィン (Colin Irwin) (1983年 - 1985年)
- デイヴ・ドナルドソン (Dave Donaldson) (1985年 - 1987年)
- ブライアン・ウェスト (Brian West) (2000年 - 2011年)

#### ドラムス
- ブライアン・ディック (Brian Dick) (1978年 - 1983年、1985年 - 1987年)
- クリス・パーシー (Chris Percy) (1999年)
- スティーヴン・プラント (Steven Plant) (1999年 - 2001年)

## ディスコグラフィ

### スタジオ・アルバム
- 『ワイルド・キャット』 - Wild Cat (1980年)
- 『スペルバウンド』 - Spellbound (1981年)
- 『クレイジー・ナイト』 - Crazy Nights (1981年)
- 『危険なパラダイス』 - The Cage (1982年)
- 『ザ・レック・エイジ』 - The Wreck-Age (1985年)
- 『バーニング・イン・ザ・シェイド』 - Burning in the Shade (1987年)
- Mystical (2001年)
- Noises from the Cathouse (2004年)
- 『アニマル・インスティンクト』 - Animal Instinct (2008年)[5]
- 『アンブッシュ』 - Ambush (2012年)
- 『タイガース・オブ・パンタン』 - Tygers of Pan Tang (2016年)
- 『リチュアル』 - Ritual (2019年)
- 『ブラッドラインズ』 - Bloodlines (2023年)

### ライブ・アルバム
- BBC in Concert (1981年)
- Live at Wacken (2001年)
- 『ライヴ・アット・ノッティンガム・ロック・シティ〜フィーチャリング・ジョン・サイクス』 - Live at Nottingham Rock City (2001年)
- Live in the Roar (2003年)
- Leg of the Boot: Live in Holland (2005年)
- 『ライヴ1981〜ヘルバウンド・スペルバウンド』 - Hellbound Spellbound Live 1981 (2018年)

### コンピレーション・アルバム
- 『ライヴ&シングルズ』 - Tygers of Pan Tang (1982年)
- The Best of Tygers of Pan Tang (1984年)
- 『ベスト・オブ・ジョン・サイクス ジョン・サイクス・ウィズ・タイガース・オブ・パンタン』 - John Sykes With Tygers Of Pan Tang (1984年)
- First Kill (1986年) ※初期のデモ・レコーディング集
- Hellbound (1989年)
- 『シングルズ』 - Singles (1992年)
- On the Prowl: The Best of (1999年)
- Detonated (2005年)
- Big Game Hunting (The Rarities) (2005年)
- Bad Bad Kitty (2005年)

### EP
- Back And Beyond (2007年) ※3,000枚の限定プレス[6]
- The Wildcat Sessions (2010年)[6]
- The Spellbound Sessions (2011年) ※1,000枚の限定プレス[7]
- The Crazy Nights Sessions (30th Anniversary Special Edition) (2014年)

### シングル
- "Don't Touch Me There" / "Burning Up" / "Bad Times" (1979年)
- "Rock 'N' Roll Man" / "All Right on the Night" / "Wild Cats" (1980年)
- "Suzie Smiled" / "Tush" (1980年)
- "Euthanasia" / "Straight as a Die" (1980年)
- "Don't Stop By" / "Slave to Freedom" (live) / "Raised on Rock" (live) (1981年)
- "Hellbound" / "Don't Give a Damn" / "Don't Take Nothing" / "Bad Times" (1981年) ※全英48位
- "The Story So Far" / "Silver and Gold" / "All or Nothing" (1981年)
- "Love Don't Stay" / "Paradise Drive" (1981年)
- "Do It Good" / "Slip Away" (1982年)
- "Making Tracks" / "What You Sayin'" (1982年)
- "Paris By Air" / "Love's a Lie" (1982年) ※全英63位
- "Rendezvous" / "Life of Crime" (1982年) ※全英49位
- 「ラヴ・ポーションNo.9」 - "Love Potion No. 9" / "The Stormlands" (1982年) ※全英45位[8]
- "Lonely at the Top" / "You Always See What You Want" (1983年)[5]
- "Only The Brave" (2016年)
- "White Lines / Don't Touch Me There" (2019年)

## 日本公演
- 1982年

9月26日 東京・渋谷公会堂、27日 名古屋・勤労会館、28日 大阪・厚生年金会館、29日,30日 東京・中野サンプラザ
- 2018年

11月4日 "JAPANESE ASSAULT FEST 18" 吉祥寺CLUB SEATA